# Alan Jardine
Alan Charles „Al” Jardine (Lima, Ohio, 1942. szeptember 3. –) amerikai zenész, producer, dalszerző, énekes. Ő volt a The Beach Boys egyik alapító tagja barátai, Brian, Carl, Dennis Wilson, valamint Mike Love mellett. 1988-ban iktatták be a Rock and Roll Hall of Fame-be

## Korai évek
Al Jardine az Ohio állambeli Lima-ban született, majd tinédzser korában költöztek át Kaliforniába, és a középiskolát már itt végezte. Itt ismerkedett meg Brian Wilson-nal, akivel egy focicsapatban játszott. Először egy iskolai gyűlésen hallotta Brian-t, Carl-t, és Mike-ot játszani, és ösztönözte Brian-t, hogy énekeljenek vele együtt közösen. Zenekart alapítottak, amit később The Beach Boys-ra keresztelt el a Candix Records. Al anyukája, Virginia is segített hangszereket vásárolni a zenekarnak, amikor a Surfin’-t készültek fölvenni. Al itt még basszusgitáron játszott.
Nem sokkal a zenekar megalapítása után, Al otthagyta a zenekart, hogy a fogászati tanulmányaira koncentrálhasson. Helyébe David Marks jött, aki a Wilson testvérek szomszédja volt. 1963-ban tért vissza Al, és újra csatlakozott az együtteshez, és itt már, mint elődje David a ritmusgitáros pozícióját töltötte be (David nem sokkal Al érkezése után otthagyta a zenekart).

## Szerepe a Beach Boys-ban
Al a koncerteken, és a stúdióban a ritmusgitáron játszott, valamint vokálozott. Később számtalan Beach Boys slágerben működött közre mint szóló énekes, például az első helyet elérő "Help Me, Rhonda", "Then I Kissed Her", "I Know There's An Answer", "Heroes and Villains", és az egyik legnagyobb nemzetközi sikert elérő "CottonFields"(Al első szólóvokálját a The Beach Boys’ Christmas Album-on található "Christmas Day"-ben halljuk). Ezen kívül több Beach Boys dalnak volt, szerzője, társszerzője. A leghíresebb szerzeménye a L.A. (Light Album)-on található "Lady Lynda" volt, ami top 10-es sláger volt Angliában, és a Beach Boys egyik legizgalmasabb dala lett. Közreműködött a dalszerzésben a következő dalokban is: "Lookin' at Tomorrow (A Welfare Song)", "How She Boogalooed It", "Wake the World", "At My Window", "All This Is That", "California Saga: California".
1985-ben kapta az utolsó dalszerző kreditet, ám a zenekarral egészen Carl 1998-as haláláig turnézott. A zenekar széthullásának a kezdetén, amikor Brian mentális problémákkal, Dennis pedig drogfüggőségével küzdött, Al és Carl vették kezükbe a zenekar irányítását, valamint azokban az években átvette a zenekar üzleti részét is. A zenekar kiadójának és stúdiójának a Brothers Recordsnak az elnöke szintén ő volt.

## A The Beach Boys utáni évek
Jardine elhagyta a zenekart barátja, Carl halála után, de megmaradt a Beach Boys vállalata, a Brothers Recordsnak résztulajdonosául. Azóta is turnézik a zenekarával az Endless Summer Band-del. 2006-ban csatlakozott Brian Wilson zenekarához egy rövid turné erejéig, ami a Pet Sounds 40. évfordulóját ünnepelte. 2008-ban Mike Love perrel kényszerítette rá Al-t hogy változtassa meg a zenekarának nevét a Beach Boys Family & Friends-ről, és az új név alatt, ami az Al Jardine's Family & Friends folyamatosan turnézik.
2010 Június 29-én jelent meg első teljesen szólóalbuma, melyben különböző vendégművészek működtek közre. A Beach Boyson (Brian Wilson, Carl Wilson, Dennis Wilson, Mike Love, David Marks, Bruce Johnston) kívül egyéb zenészek is mint: David Crosby, Stephen Stills, Neil Young, Steve Miller, Norton Buffalo, Gerry Beckley, Dewey Bunnell, "Flea", Scott Mathews, Glen Campbell, Richie Cannata, Matt Jardine, Adam Jardine, Alec Baldwin.
A lemez dalai:
1. "A Postcard From California"
2. "California Feelin'"
3. "Looking Down The Coast"
4. "Don't Fight The Sea"
5. "Tide Pool Interlude"
6. "Campfire Scene"
7. "A California Saga"
8. "Help Me Rhonda"
9. "San Simeon"
10. "Drivin'"
11. "Honkin' Down The Highway"
12. "And I Always Will"